# Ангел Шурев
Ангел Шурев (на македонска литературна норма: Ангел Шурев; на сръбски: Ангел Шурев или Angel Šurev) е виден югославски диригент.

## Биография
Ангел Шурев е роден на 18 април 1932 година във Велес, тогава в Кралство Югославия. Завършва Музикалната академия в Белград в 1956 година при проф. Живоин Здравкович. Специализира в Римската академия „Санта Чечилия“. Започва работа в Операта на Македонския народен театър в 1956 година. В 1960 година заминава за Белград, където работи в Белградската опера до 1967 година. След това до 1977 година е художествен ръководител и диригент на художествените ансамбли на Дома на Югославската народна армия. До 1998 година е диригент и директор на Белградската филхармония. Изнася концерти из Европа, Азия и Америка, като има широк репертоар – опери, симфонии, балети.
Умира на 14 февруари 2004 година в Белград.